# 면역확산
면역확산(immunodiffusion)은 각각 떨어져 위치하고 있는 특이적인 항원과 항체가 서로 확산, 결합하여 침강대 또는 침강선을 형성하는 것을 관찰하는 항원-항체 반응 연구의 한 방법이다.